# 월드 아웃게임스

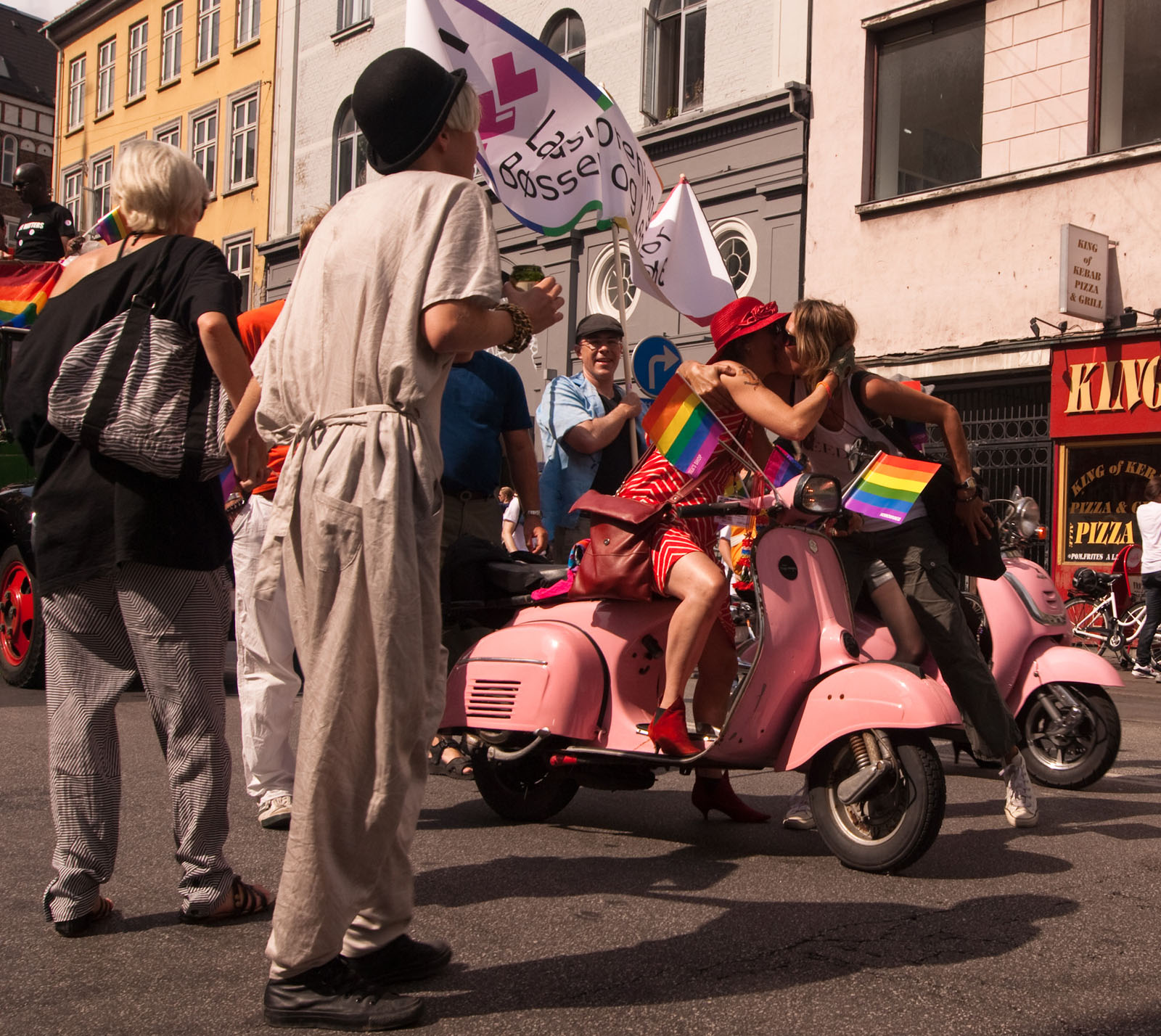
2009년 월드 아웃게임스 (코펜하겐)

월드 아웃게임스(World Outgames)는 2006년 캐나다 몬트리올에서 처음으로 개최된 LGBT를 대상으로 한 종합 경기 대회이다.

## 같이 보기
- 게이 게임